# Lorin Maazel
Lorin Maazel, född 6 mars 1930 i Neuilly-sur-Seine i Frankrike, död 13 juli 2014 i Castleton Farms i Virginia,  var en amerikansk dirigent, violinist och kompositör.
Maazel föddes i Frankrike som son till amerikansk-judiska föräldrar och växte huvudsakligen upp i Pittsburgh, Pennsylvania. Han var ett underbarn och tog sina första dirigentlektioner vid sju års ålder. Han debuterade vid åtta års ålder och var gästdirigent för NBC Symphony Orchestra vid elva års ålder. Maazel dirigerade nyårskonserten från Wien elva gånger mellan 1980 och 2005.